# Rainer Eichhorn
Rainer Heinz Eichhorn (* 13. Oktober 1950 in Zwickau) ist ein deutscher Architekt und ehemaliger Politiker (CDU).

## Leben
Eichhorn erlangte 1969 sein Abitur mit begleitendem Berufsabschluss als Maurer. Nachdem er bis 1971 seinen Grundwehrdienst in der Nationalen Volksarmee abgeleistet hatte, studierte er bis 1975 an der Technischen Universität Dresden Architektur. Von 1975 bis 1990 war er als Architekt, Gruppenleiter und zuletzt als Chefingenieur für Bauphysik und Brandschutz in der ZGE Landbauprojektierung Zwickau tätig. Er war der erste Präsident des Westsächsischen Chorverbandes, einem von vier Regionalverbänden des Sächsischen Chorverbandes.
1990 wurde Eichhorn Vorsitzender des Kreisverbandes der CDU in Zwickau. Nach einer Beteiligung am Runden Tisch war er vom 30. Mai 1990 bis zum 31. Juli 2001 frei gewählter Oberbürgermeister der kreisfreien Stadt Zwickau. In dieser Zeit fungierte er von 1991 bis 2001 als Mitglied des Landesvorstandes und im Präsidium des Sächsischen Städte- und Gemeindetags sowie von 1992 bis 2001 als Mitglied im Hauptausschuss des Deutschen Städtetags. 2001 wurde Dietmar Vettermann (CDU) zu seinem Nachfolger als Oberbürgermeister gewählt.
Von 2001 bis 2005 war er als Geschäftsführer der AIC Ingenieurgesellschaft für Bauplanung tätig. Seit 2005 ist er selbstständiger Unternehmensberater und freier Architekt.
Eichhorn ist verheiratet und hat Kinder.

## Ehrungen
Am 26. Mai 2001 wurde ihm von Landtagspräsident Erich Iltgen die Sächsische Verfassungsmedaille verliehen. Seit dem 11. Januar 2003 ist Eichhorn Ehrenbürger von Zwickau. Die Würdigung erhielt er für seine „herausragende politische Rolle in der Wendezeit und seine Verdienste um die Entwicklung Zwickaus zu einer lebendigen und attraktiven Stadt“.